# Bataille de N'Djaména (2008)
Pour les articles homonymes, voir Bataille de N'Djaména.
Guerre civile tchadienne
Batailles
- Adré
- Borota
- 1re N'Djaména
- Abou Goulem
- Massakory
- Massaguet
- 2de N'Djaména
- Am Zoer
- Am Dam
- Tamassi

La bataille de N'Djaména est une bataille qui eut lieu du 2 au 4 février 2008 à N'Djaména, durant la guerre civile tchadienne.
Elle oppose les forces rebelles coalisées de l'UFDD (Union des forces pour la démocratie et le développement) de Mahamat Nouri, de l'UFDD-Fondamentale d'Abdelwahid About Makaye et d'Acheikh ibn Oumar et du RFC (Rassemblement des forces pour le changement) de Timan Erdimi, réunies sous un commandement militaire unifié commandé par le colonel Fizani Mahadjir, à l'armée nationale tchadienne (ANT), commandée par le président Idriss Déby.
Après plusieurs défaites loyalistes, cette bataille se termine enfin par une victoire gouvernementale qui sauve le régime d'Idriss Déby.

## Contexte
Les accords de paix signés à Syrte en Libye le 25 octobre 2007 entre les différentes factions tchadiennes étant restés lettre morte, Mahamat Nouri tente dès le mois de novembre une offensive contre le gouvernement tchadien.
Les 26 et 27 de ce mois, ses troupes se heurtent à celles de l'ANT, commandées par Idriss Déby et subissent un revers à la bataille d'Abou Goulem. En janvier 2008, les rebelles repartent à l'assaut, mais cette fois le RAFD et l'UFDD-Fondamentale se joignent à l'offensive et trois colonnes, composées chacune de plusieurs centaines de véhicules tout-terrain franchissent la frontière soudanaise et se dirigent vers N'Djaména coalition ufr .

## Déroulement
Après une traversée depuis le Soudan voisin, le 2 février les rebelles parviennent à entrer dans la capitale, N'Djaména et se dirigent vers le palais présidentiel où se déroulent d'importants combats avec les forces gouvernementales.
L'armée française et ses porte-paroles Bernard Kouchner et Hervé Morin se déclarent défavorables à cette prise de pouvoir. Bien qu'officiellement neutres, les forces françaises sécurisent l'aéroport de N'Djaména afin d'évacuer les ressortissants étrangers, ce qui permet aux gouvernementaux de faire décoller leur aviation, effectuent des vols de reconnaissance et fournissent en munitions l'armée tchadienne. L'armée de l'air libyenne utilise également l'aéroport pour y déposer des munitions et des pièces de recharge pour hélicoptères.
Le 4 février, Idriss Déby qui dispose d'un avantage matériel certain sur ses adversaires car il peut aligner quatre hélicoptères et douze chars T-55, repousse les rebelles et sauve son gouvernement. Ces derniers ne concèdent toutefois pas de défaite et battent alors en retraite vers Mongo et Bitkine. Le lendemain, le 5 février, les rebelles déclarent un cessez-le-feu.